# Llewellyn Jewitt
Llewellyn Frederick William Jewitt (Rotherham, 24 novembre 1816 – Duffield, 5 settembre 1886) è stato un illustratore, incisore e artista inglese autore inoltre de The Ceramic Art of Great Britain (1878). La sua produzione fu amplissima e coprì una vasta gamma di interessi.

## Biografia
Llewellyn era nato a Kimberworth, un sobborgo di Rotherham, diciassettesimo ed ultimo figlio dell'artista, autore e maestro di scuola Arthur Jewitt e di sua moglie Martha. La sua istruzione, in cui gran parte ebbe il padre maestro presso la Kimberworth Endowed School, iniziò a Duffield, Derbyshire.
Il giorno di Natale del 1838 sposò Elizabeth Sage, figlia di Isacco di Sage di Derby, e in tutta fretta tornò a Londra il giorno stesso in modo da non rimanere indietro nel suo lavoro.
Dal 1839 al 1845 fu assunto presso l'incisore Frederick William Fairholt, per illustrare le opere di Charles Knight e contribuire al Times Pictorial, al Saturday Magazine, all'Illustrated London News e al Punch. Lavorò a Buckingham Palace nel 1845, disegnando le stanze del palazzo in preparazione per un lavoro sulla London Interiors.
Tra il 1849 e il 1853 fu il bibliotecario della Biblioteca Pubblica di Plymouth ed in seguito tornò nel Derbyshire per lavorare al Derby Telegraph. Nel 1857 Llewellyn Jewitt divenne segretario del Derby Town and County Museum and Natural History Society e grazie alla sua intuizione i locali del museo furono aperti al pubblico il sabato mattina. Nel 1858 la Derby Philosophical Society si fuse con la Museum Society e si trasferirono in una casa sul Wardwick a Derby . Jewiit fondò la rivista antiquaria The Reliquary di cui fu redattore fino alla sua morte nel 1886. Morì a The Hollies, Duffield nel 1886.
Jewitt apparteneva alla British Archaeological Association e contribuì a fondare la Derbyshire Archaeological Society nel 1878. Fu membro della Society of Antiquaries of London, scrisse numerosi articoli sulle antichità inglese e sulla topografia, e curò la guida turistica Black's Guide to Derbyshire (1872) .